# Kang Bong-chil
Dans ce nom coréen, le nom de famille, Kang, précède le nom personnel.
Kang Bong-chil (coréen : 강봉칠), né le 7 novembre 1943 en Corée japonaise, est un joueur de football international nord-coréen, qui évoluait au poste de milieu de terrain.
Il a été sélectionneur de l’équipe nationale de la Mauritanie en 1973.

## Biographie

### Carrière en sélection
Avec l'équipe de Corée du Nord, il joue 5 matchs dans les compétitions organisées par la FIFA, sans inscrire de but, entre 1965 et 1973. 
Il figure dans le groupe des sélectionnés lors de la Coupe du monde de 1966. Lors du mondial organisé en Angleterre, il dispute un match contre l'Union soviétique.